# Млодзейовиці (Малопольське воєводство)
Млодзейовіце (пол. Młodziejowice) — село в Польщі, у гміні Міхаловіце Краківського повіту Малопольського воєводства.
Населення — 439 осіб (2011).
У 1975-1998 роках село належало до Краківського воєводства.

## Демографія
Демографічна структура станом на 31 березня 2011 року:
|          | Загалом | Допрацездатний вік | Працездатний вік | Постпрацездатний вік |
| -------- | ------- | ------------------ | ---------------- | -------------------- |
| Чоловіки | 238     | 66                 | 157              | 15                   |
| Жінки    | 201     | 46                 | 121              | 34                   |
| Разом    | 439     | 112                | 278              | 49                   |